# Amarygmus morio
Amarygmus morio är en skalbaggsart som först beskrevs av Fabricius 1777.  Amarygmus morio ingår i släktet Amarygmus och familjen svartbaggar. Inga underarter finns listade i Catalogue of Life.